# 古德格里夫 (愛達荷州)
古德格里夫（英語：Good Grief）是位於美國愛達荷州邦德里縣的一個非建制地區

## 地理
古德格里夫的座標為48°56′58″N 116°10′39″W / 48.94944°N 116.17750°W，而該地的平均海拔高度為804米（即2638英尺）。